# 清水啓助
清水 啓助（しみず けいすけ、1944年1月 -）は、日本の特許庁官僚、学者。特許技監、慶應義塾大学商学部教授・知的資産センター所長、社団法人日本国際知的財産保護協会理事長等の要職を歴任した。専門領域は、知的財産・産学連携・技術移転。産学官連携功労者表彰文部科学大臣賞受賞（2003年）。

## 人物
東京都出身。特許庁において、技術官僚の最高ポストである特許技監を務めた後、慶應義塾大学に転身。慶應義塾における産学連携を推進すべく、技術移転機関 (TLO - Technology Lisencing Office) である知的資産センター (現研究連携推進本部) を設立。大学における知的資産戦略・産学連携の実践・研究の第一人者として知られる。

## 略歴
- 1962年 - 駒場東邦高校卒業
- 1967年 - 早稲田大学理工学部卒業
- 1967年 - 特許庁入庁
- 1996年 - 特許庁特許技監
- 1998年 - 慶應義塾大学教授
- 1998年 - 慶應義塾大学知的資産センター所長
- 2003年 - 慶應義塾大学商学部教授
- 2007年 - 社団法人日本国際知的財産保護協会理事長

## 役職
- 工業所有権審議会委員・試験部会長
- 日本ベンチャー学会理事
- 産業構造審議会産学連携小委員会委員
- 総合科学技術会議専門委員
- 科学技術・学術審議会専門委員

## 主な著書
- 知的創造時代の知的財産（2000年、慶應義塾大学出版会） - 共著